# Commandant Lucht- en Ruimtestrijdkrachten

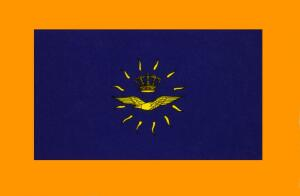
Onderscheidingsvlag van C-LRS

Embleem van het Commando Lucht- en Ruimtestrijdkrachten.

De Commandant Lucht- en Ruimtestrijdkrachten (C-LRS) (voorheen: Commandant Luchtstrijdkrachten (C-LSK)) is de hoogste militair in de rangorde van de Nederlandse Koninklijke Luchtmacht en valt direct onder de Commandant der Strijdkrachten. 
De huidige C-LRS is luitenant-generaal André Steur. Hij volgde op 14 april 2023 luitenant-generaal Dennis Luyt op.

## Functie
De functie Commandant Luchtstrijdkrachten (C-LSK) is op 5 september 2005 in het leven geroepen als gevolg van de nieuwe verdeling van taken binnen het ministerie van Defensie waarbij de staven werden verkleind en een bestuurslaag verdween. Tot september 2005 was de bevelhebber der Luchtstrijdkrachten (BDL) de hoogste commandant van de Koninklijke Luchtmacht.
Op 1 juli 2025 vond er een naamsverandering plaats waarbij de naam Commando Luchtstrijdkrachten (CLSK) is veranderd naar het Commando Lucht- en Ruimtestrijdkrachten (CLRS). Hierbij is ook de naam van de commandant veranderd naar Commandant Lucht- en Ruimtestrijdkrachten. 
De commandant Lucht- en Ruimtestrijdkrachten heeft gewoonlijk de rang van luitenant-generaal. Hij geeft leiding aan het Commando Lucht- en Ruimtestrijdkrachten (CLRS), zoals de Koninklijke Luchtmacht binnen de organisatie van het ministerie van Defensie wordt aangeduid en zijn staf. Hij bewaakt de tradities van het Commando Lucht- en Ruimtestrijdkrachten en treedt op als hoogste autoriteit bij lucht- en ruimteacties. 
Hij heeft de beschikking over:
- drie Directies: Operaties, Materiële Instandhouding en Personeel & Bedrijfsvoering
- twee Stafgroepen: Juridische Zaken en Safety
- drie Afdelingen: Strategie & Advies, Integratie en Financial Control
- het Innovatiecentrum AIR
- het Kabinet

## Lijst van commandanten Lucht- en Ruimtestrijdkrachten
- Luitenant-generaal André Steur (1 juli 2025 - heden)

## Lijst van plaatsvervangend commandanten Lucht- en Ruimtestrijdkrachten
- Generaal-majoor Dick van Ingen (1 juli 2025 - heden)

## Lijst van commandanten Luchtstrijdkrachten (2005–2025)
- Luitenant-generaal Hans de Jong (5 september 2005 - 29 mei 2008)
- Luitenant-generaal Jac Jansen (29 mei 2008 - 9 maart 2012)
- Luitenant-generaal Alexander Schnitger (9 maart 2012 - 10 juni 2016)[3]
- Luitenant-generaal Dennis Luyt (10 juni 2016 - 14 april 2023)
- Luitenant-generaal André Steur (14 april 2023 - 1 juli 2025)

## Lijst van plaatsvervangend commandanten Luchtstrijdkrachten (2005–2025)
- Generaal-majoor Freek Meulman (5 september 2005 - januari 2007)
- Generaal-majoor Erik Oliemans (januari 2007 - begin 2010)
- Generaal-majoor Hans Wehren (begin 2010 - 16 april 2012)
- Generaal-majoor Ton Tieland (16 april 2012 - 24 maart 2014)
- Generaal-majoor Emile van Duren (24 maart 2014 - 18 juli 2016)
- Generaal-majoor Fred Sotthewes (18 juli 2016 - 1 juli 2017)
- Generaal-majoor Mario Verbeek (1 juli 2017 - 30 april 2019)
- Generaal-majoor Eric Schevenhoven (22 april 2019 - 1 oktober 2020)
- Generaal-majoor Elanor Boekholt-O'Sullivan (1 oktober 2020 - 1 juni 2022)
- Generaal-majoor Dick van Ingen (1 juni 2022 - 1 juli 2025)